# Municipio de Triumph (Dakota del Norte)
El municipio de Triumph (en inglés: Triumph Township) es un municipio ubicado en el condado de Ramsey en el estado estadounidense de Dakota del Norte. En el año 2010 tenía una población de 38 habitantes y una densidad poblacional de 0,4 personas por km².

## Geografía
El municipio de Triumph se encuentra ubicado en las coordenadas 48°19′57″N 98°29′52″O / 48.33250, -98.49778. Según la Oficina del Censo de los Estados Unidos, el municipio tiene una superficie total de 94.79 km², de la cual 93,51 km² corresponden a tierra firme y (1,35 %) 1,28 km² es agua.

## Demografía
Según el censo de 2010, había 38 personas residiendo en el municipio de Triumph. La densidad de población era de 0,4 hab./km². De los 38 habitantes, el municipio de Triumph estaba compuesto por el 100 % blancos. Del total de la población el 0 % eran hispanos o latinos de cualquier raza.